# Leptopelis palmatus
Leptopelis palmatus es una especie de anfibios de la familia Arthroleptidae.
Es endémica de la isla de Príncipe.
Su hábitat natural incluye bosques tropicales o subtropicales húmedos a baja altitud, ríos, marismas de agua fresca, corrientes intermitentes de agua, áreas urbanas y zonas previamente boscosas muy degradadas.
Está amenazada por la pérdida de su hábitat natural.